# Harry Burton
Harry Burton (né le 13 septembre 1879 à Stamford, Lincolnshire ; mort le 27 juin 1940 à Assiout, Égypte) est un égyptologue et photographe britannique qui a succédé à Ernest Harold Jones dans l'équipe de Theodore Monroe Davis dans la vallée des Rois de 1910 à 1912.
Il a travaillé depuis 1914 pour l'expédition égyptienne du Metropolitan Museum of Art, puis pour Howard Carter comme photographe officiel lors de la fouille de la tombe KV62 de Toutânkhamon, il réalise l'inventaire photographique des découvertes.

## Vie et œuvre
Burton est né à Stamford, du compagnon ébéniste William Burton et d'Ann Hufton, cinquième de onze enfants.
À l'adolescence, il commence à travailler pour l'historien de l'art Robert Henry Hobart Cust et, en 1896, il s'installe à Florence, en Italie, où il devient le secrétaire de Cust et se forge une réputation de photographe d'art.
Pendant son séjour à Florence, Burton rencontre Theodore Monroe Davis, un riche avocat américain qui a parrainé un certain nombre de fouilles de tombes antiques en Égypte. Lorsqu'en 1910, Cust rentre en Angleterre, Burton se rend en Égypte, où Davis l'emploie comme photographe pour enregistrer ses fouilles, y compris les artefacts trouvés. Burton supervise également un certain nombre de fouilles et de dégagements de tombes, notamment KV3 et KV47 en 1912, et KV7 en 1913-14.
Lorsque Davis renonce à son permis de fouilles en 1914, Burton est engagé par l'expédition égyptienne du Metropolitan Museum of Art pour servir de photographe officiel, travaillant souvent en étroite collaboration avec Herbert Eustis Winlock. Au cours des années suivantes, Burton travaille avec l'équipe du Metropolitan sur de nombreuses fouilles, principalement autour de Thèbes. Ses photographies apparaissent fréquemment dans le Bulletin du Metropolitan Museum of Art et dans d'autres publications, bien qu'elles ne soient souvent pas créditées.

## Tombeau de Toutânkhamon
En novembre 1922, Howard Carter découvre le tombeau de Toutânkhamon, dont le contenu est en grande partie intact. Carter se rendit compte que 

« le premier besoin pressant était celui de la photographie, car rien ne pouvait être touché tant qu'un enregistrement photographique complet n'avait pas été fait, une tâche impliquant des compétences techniques de premier ordre. »

L'équipe de fouilles du Metropolitan Museum, qui travaillait à proximité, accepte volontiers la demande de Carter de lui prêter Burton pour photographier officiellement les découvertes des fouilles britanniques dans la tombe de Toutânkhamon.

Prenant ses premières photos le 27 décembre 1922, Burton allait passer près de dix ans à photographier le tombeau de Toutânkhamon et ses artefacts, avec plus de 3 400 photographies conservées. Burton utilisait des plaques de verre argentique en gélatine qui enregistraient une image détaillée de haute qualité. Pour l'éclairage, il préférait la lumière du soleil réfléchie dans la tombe par des miroirs, parfois sur une distance de trente mètres, la lumière étant captée par des réflecteurs constamment en mouvement pour disperser la lumière de manière uniforme sur le sujet. Burton utilisait également deux puissantes lampes électriques standard mobiles que Carter avait installées dans la tombe sombre, produisant une lumière uniforme qui permettait de produire une photographie de haute qualité avec une exposition lente. Pour développer les photos des deux premières saisons, Burton utilisait une tombe voisine préalablement dégagée, ce qui lui permettait de déterminer s'il avait ou non le cliché recherché. Carter commente : 

« Ces déplacements périodiques d'une tombe à l'autre ont dû être une aubaine pour la foule de visiteurs curieux qui veillaient au-dessus de la tombe, car pendant de nombreux jours de l'hiver, c'était leur seule source d'excitation. »

Burton a également utilisé les premières plaques autochromes en couleur dans son travail au tombeau et pour le travail d'enregistrement du Metropolitan Museum of Art ; l'Illustrated London News a publié quelques images photographiques teintées basées sur ses autochromes de Toutânkhamon, qui étaient des transparents conçus pour être regardés à contre-jour.

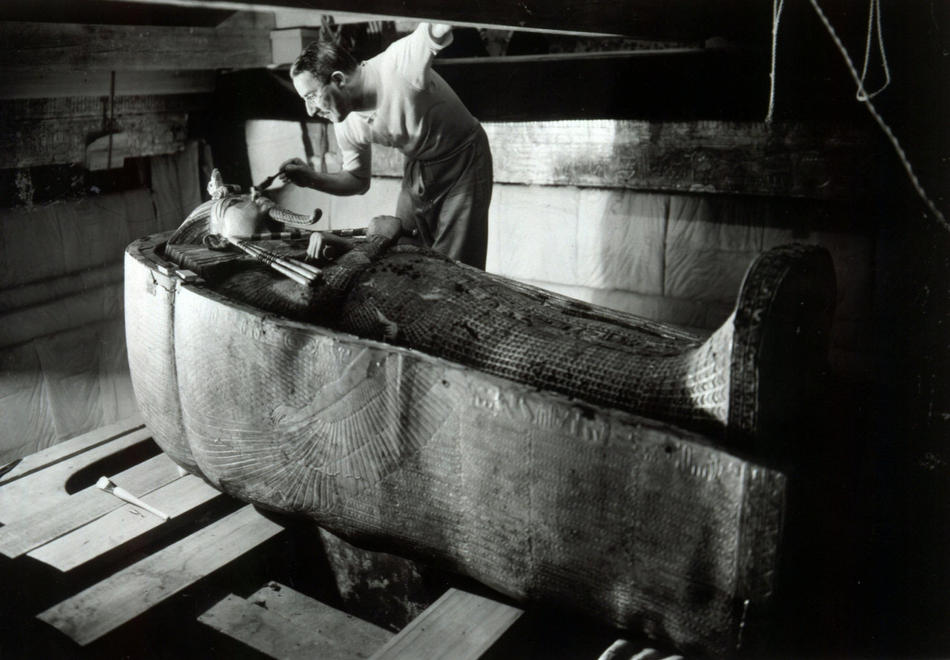
Howard Carter dans la tombe de Toutânkhamon, photographié par Harry Burton

En outre, Burton apprend à utiliser une caméra cinématographique, prêtée par Samuel Goldwyn Productions, et l'utilise pour enregistrer l'ouverture du sarcophage de Toutânkhamon en février 1924 et pour montrer les objets au fur et à mesure qu'ils sont retirés de la tombe. Il a également produit certaines des premières séquences documentaires sur la vie dans la vallée du Nil.
Tout en travaillant sur le tombeau de Toutânkhamon, Burton continue à réaliser des travaux photographiques pour la concession du Metropolitan Museum à Deir el-Bahari, non loin de là, ce qui occupe une grande partie de son temps à partir de 1927. Il continue cependant à soutenir Carter jusqu'à l'achèvement du dégagement de Toutânkhamon en 1932 ; les deux hommes restent en bons termes.

## Travaux ultérieurs
De 1931 à 1934, Burton travaille à la concession du Metropolitan, plus bas sur le Nil, à Licht. Il reste en Égypte après que le Metropolitan Museum a cessé ses grandes fouilles en 1935, et continue à enregistrer d'autres monuments et objets.
En 1931, Carter nomme Burton comme exécuteur testamentaire. Après la mort de Carter en mars 1939, Burton a identifié au moins dix-huit objets de la collection d'antiquités de Carter retirés de la tombe de Toutânkhamon sans autorisation. Comme il s'agissait d'une question sensible qui pouvait affecter les relations anglo-égyptiennes, Burton a demandé l'avis d'autres personnes, et a finalement recommandé que les objets soient discrètement présentés ou vendus au Metropolitan Museum of Art, la plupart d'entre eux allant finalement soit à cet endroit, soit au Musée égyptien du Caire. Les objets du Metropolitan Museum ont ensuite été rendus à l'Égypte.
À partir de 1937, la santé de Burton commence à décliner. Il meurt du diabète en Égypte le 27 juin 1940, à l'âge de 60 ans. Il a été enterré dans le cimetière américain d'Assiout.
Burton avait épousé Minnie Catherine Young le 18 juillet 1914, au Chelsea Registry Office de Londres. Lorsqu'ils n'étaient pas en Égypte, ils vivaient principalement à Florence, où Howard Carter leur rendait souvent visite. Minnie a survécu à son mari, mourant à Florence en mai 1957. Le couple n'a pas eu d'enfants.

## Héritage
Si les 3 400 images du tombeau de Toutânkhamon sont largement connues et ont joué un rôle important dans l'égyptomanie des années 1920, Burton a également produit de nombreux autres documents photographiques de très grande qualité, dont 7 500 pour le Metropolitan Museum, plus de 3 000 de tombes et monuments thébains et 600 d'antiquités au Caire et en Italie.

Le rôle clé de Burton dans la photographie des découvertes archéologiques, y compris celles relatives à Toutânkhamon, a souvent été minimisé ou négligé. Ses photos étaient fréquemment publiées sans attribution, il apparaissait rarement dans les rapports de presse et n'était que brièvement mentionné dans les livres contemporains. Il a cependant acquis la réputation, parmi les égyptologues, d'être le meilleur photographe archéologique de l'époque. En mai 1923, Howard Carter écrit à Albert Morton Lythgoe, qui avait accepté le prêt de Burton pour la concession métropolitaine, pour lui confirmer que Burton a terminé son travail 

« d'une manière splendide et admirable. En fait, je ne sais pas comment faire suffisamment l'éloge de son travail. Il avait une tâche colossale qu'il a menée à bien jusqu'au bout de la manière la plus efficace possible, et je voudrais transmettre par votre intermédiaire ma plus sincère gratitude à vos administrateurs et à votre directeur pour sa bonne aide. »

## Publications
- avec H.E. Jones, Tombs of the Kings, New York, MS Excavation Journal, Department of Egyptian Art, Metropolitan Museum of Art ;
- The Late Theodore M. Davis's Excavations at Thebes in 1912-13, New York, Metropolitan Museum of Art, coll. « Bulletin of the Metropolitan Museum of Art n°11 », 1916, p. 13-18.